# Wilfred Bolton
Wilfred Bolton (ur. 14 września 1862 w Worthing, zm. 12 sierpnia 1930 w Contrexéville) – angielski rugbysta, reprezentant kraju.
W latach 1882–1887 rozegrał jedenaście spotkań dla angielskiej reprezentacji, w tym dziewięć w rozgrywkach Home Nations Championship, zdobywając dwa gole.